# نواف الفرشان
نواف الفرشان هو لاعب كرة قدم سعودي يلعب حالياً في نادي الروضة.

## مسيرة اللاعب
مثل نادي النصر في الفئات السنية وإستدعي للفريق الأول أواخر عام 2017 و كان احتياطي في مباراة الأهلي وأعير إلى نادي الحزم مطلع عام 2020 و أعير إلى نادي العين في صيف 2020 و انظم إلى نادي هجر مطلع عام 2022 و انظم إلى نادي الشعلة مطلع عام 2023 ولعب بعدها مع نادي الساحل ونادي الروضة.

## وصلات خارجية
- نواف الفرشان على موقع قاعدة بيانات كرة القدم.إي يو (الإنجليزية)
- نواف الفرشان على موقع Soccerway.com (الإنجليزية)